# Coppa Italia Dilettanti (Fase Eccellenza) 1994-1995
La fase Eccellenza della Coppa Italia Dilettanti 1994-1995 è un trofeo di calcio cui partecipano le squadre militanti nell'Eccellenza 1994-1995. Questa è la 14ª edizione, la quarta con questo nome (fino al 1991 il massimo campionato regionale si chiamava "Promozione"). La vincitrice si qualifica per la finale della Coppa Italia Dilettanti 1994-1995 contro la vincitrice della fase C.N.D. ed ottiene la promozione nel Campionato Nazionale Dilettanti.
Il torneo è stato vinto dal Iperzola (che in questa stagione ha vinto tutte e 4 le competizioni cui ha preso parte).

## Regolamento
Le compagini della Eccellenza 1994-1995 e della Promozione 1994-1995 (rispettivamente 1º e 2º livello regionale, ovvero 6º e 7º nazionale) competono nelle coppe regionali.
Le 19 vincitrici accedono alla fase nazionale e, attraverso gironi triangolari e sfide dirette, due di esse approdano in finale.
Per la prima volta viene posta in palio la promozione della vincitrice della coppa. Nel caso che essa abbia già ottenuto la promozione attraverso il posto in campionato, il posto-promozione andrà alla migliore fra le altre semifinaliste che abbia diritto (le compagini che militano in Promozione o che vi siano retrocesse nella stagione in corso non possono essere promosse nel C.N.D.). Nel caso che tutte le 4 semifinaliste siano o già state promosse, o militino in Promozione, il posto-promozione non viene assegnato.

## Squadre partecipanti
| Regione                  | Squadra                 | Città (provincia)         | Risultato     | Finalista          |
| ------------------------ | ----------------------- | ------------------------- | ------------- | ------------------ |
| Piemonte e Valle d'Aosta | Asti                    | Asti                      | 3–0           | Ivrea              |
| Liguria                  | Ceparana                | Ceparana (SP)             | 1–1 e 1–0     | Entella Chiavari   |
| Lombardia                | Guanzatese              | Guanzate (CO)             | ?             | Cistellum          |
| Trentino-Alto Adige      | Condinese               | Condino (TN)              | 4–0           | Salurn             |
| Veneto                   | Piombinese              | Piombino Dese (PD)        | ?             | ?                  |
| Friuli-Venezia Giulia    | Pro Fagagna             | Fagagna (UD)              | 3–2 (dts)     | Porcia             |
| Emilia-Romagna           | Iperzola                | Zola Predosa (BO)         | 2–0           | Russi              |
| Toscana                  | Marino Mercato Subbiano | Subbiano (AR)             | ?             | ?                  |
| Umbria                   | Torgiano                | Torgiano (PG)             | 1–0           | Foligno            |
| Marche                   | Monturanese             | Monte Urano (FM)          | ?             | ?                  |
| Lazio                    | Vigor Acquapendente     | Acquapendente (VT)        | 0–0 (6-5 dtr) | Santa Marinella    |
| Abruzzo                  | Rosetana                | Roseto degli Abruzzi (TE) | ?             | ?                  |
| Molise                   | Interamnia              | Termoli (CB)              | 1–1 e 1–0     | Turris Santa Croce |
| Campania                 | Giovani Lauro           | Cardito (NA)              | 2–0           | Giugliano          |
| Puglia                   | Trepuzzi                | Trepuzzi (LE)             | ?             | ?                  |
| Basilicata               | Sporting Villa d'Agri   | Marsico Vetere (PZ)       | 3–1           | Avigliano          |
| Calabria                 | Crotone                 | Crotone                   | ?             | ?                  |
| Sicilia                  | Nissa                   | Caltanissetta             | 1–0           | Misterbianco       |
| Sardegna                 | Bittese                 | Bitti (NU)                | 1–0           | Pula               |

## Primo turno

### Triangolare
| Risultati                   | ris.  |
| --------------------------- | ----- |
| Monturanese – Torgiano      | 1 – 0 |
| Torgiano – M.M. Subbiano    | 0 – 0 |
| M.M. Subbiano – Monturanese | 1 – 1 |

| Classifica    | P.ti | G | V | N | P | GF | GS | DR |
| ------------- | ---- | - | - | - | - | -- | -- | -- |
| Monturanese   | 4    | 2 | 1 | 1 | 0 | 2  | 1  | +1 |
| M.M. Subbiano | 2    | 2 | 0 | 2 | 0 | 1  | 1  | 0  |
| Torgiano      | 1    | 2 | 0 | 1 | 1 | 0  | 1  | –1 |

### Sfide dirette
| Squadra 1     | Totale      | Squadra 2             | Andata     | Ritorno    |
| ------------- | ----------- | --------------------- | ---------- | ---------- |
| PRIMO TURNO   | PRIMO TURNO | PRIMO TURNO           | 22.02.1995 | 08.03.1995 |
| Asti          | 0 – 1       | Ceparana              | 0 – 0      | 0 – 1      |
| Guanzatese    | 4 – 1       | Bittese               | 2 – 0      | 2 – 1      |
| Pro Fagagna   | 4 – 2       | Condinese             | 2 – 0      | 2 – 2      |
| Piombinese    | 1 – 3       | Iperzola              | 1 – 3      | 0 – 0      |
| Rosetana      | 1 – 2       | Vigor Acquapendente   | 0 – 0      | 1 – 2      |
| Interamnia    | 2 – 2 (gfc) | Trepuzzi              | 1 – 2      | 1 – 0      |
| Giovani Lauro | 5 – 0       | Sporting Villa d'Agri | 1 – 0      | 4 – 0      |
| Nissa         | 2 – 3       | Crotone               | 2 – 2      | 0 – 1      |

## Secondo turno

### Triangolare
| data       | Risultati              | ris.  |
| ---------- | ---------------------- | ----- |
| 22.03.1995 | Iperzola – Pro Fagagna | 1 – 0 |
| 29.03.1995 | Pro Fagagna – Ceparana | 3 – 1 |
| 05.04.1995 | Ceparana – Iperzola    | 0 – 2 |

| Classifica  | P.ti | G | V | N | P | GF | GS | DR |
| ----------- | ---- | - | - | - | - | -- | -- | -- |
| Iperzola    | 6    | 2 | 2 | 0 | 0 | 3  | 0  | +3 |
| Pro Fagagna | 3    | 2 | 1 | 0 | 1 | 3  | 2  | +1 |
| Ceparana    | 0    | 2 | 0 | 0 | 2 | 1  | 5  | –4 |

### Sfide dirette
| Squadra 1           | Totale          | Squadra 2     | Andata | Ritorno |
| ------------------- | --------------- | ------------- | ------ | ------- |
| Monturanese         | 0 – 0 (2-4 dtr) | Guanzatese    | 0 – 0  | 0 – 0   |
| Vigor Acquapendente | 0 – 0 (3-4 dtr) | Giovani Lauro | 0 – 0  | 0 – 0   |
| Crotone             | 0 – 0 (5-4 dtr) | Trepuzzi      | 0 – 0  | 0 – 0   |

## Semifinali
| Squadra 1  | Totale | Squadra 2     | Andata | Ritorno |
| ---------- | ------ | ------------- | ------ | ------- |
| Guanzatese | 1 – 2  | Iperzola      | 1 – 2  | 0 – 0   |
| Crotone    | 2 – 0  | Giovani Lauro | 1 – 0  | 1 – 0   |

## Finale
| Squadra 1 | Totale | Squadra 2 | Andata | Ritorno |
| --------- | ------ | --------- | ------ | ------- |
| Crotone   | 2 - 4  | Iperzola  | 1 - 1  | 1 - 3   |

| Arbitro: | Valeri (Ancona) |

| |            | |
| Caputo 36’ | Marcatori  | 84’ (aut.) Calabretta                                                                                     |
| D'Oppido Calabretta Gerace Stasi Vetere Mirabelli (69' Vallone) Oliverio Villirillo Caputo Porchia (52' Viterbo) Iorfida | Formazioni | Monari Pugliese Micco Pinelli Frisari Sarti Poli Gradali (85' Busato) Biagini Neri (70' Poli) Ramacciotti |
| Corigliano | Allenatori | Regno |

| Arbitro: | Rovai (Lucca) |

| |            | |
| Biagini 47’ Ramacciotti 60’ Neri 62’                                                                            | Marcatori  | 85’ Porchia |
| Monari Pugliese Micco Pinelli Poltrini Sarti Gradali (86' Scagliarini) Biagini (70' Poli) Neri Nesi Ramacciotti | Formazioni | Montalcino (1' D'Oppido) Calabretta Viterbo (79' Vittimberga) Stasi Vetere Mirabelli Iorfida (49' Scalea) Villirillo Piperis Porchia Caputo |
| Regno | Allenatori | Corigliano |

## Promozione nel C.N.D.
Viene promossa la Guanzatese (2ª nel girone A della Lombardia) poiché è l'unica fra le 4 semifinaliste a non aver vinto il proprio campionato.